# جواهری در قصر
جواهری در قصر (به کره‌ای:대장금؛ همچنین شناخته شده با عنوان یانگوم) مجموعهٔ تلویزیونی کره جنوبی است که در سال ۲۰۰۳ به کارگردانی لی بیونگ هون ساخته شد. این سریال، اولین بار از ۱۵ سپتامبر ۲۰۰۳ تا ۲۳ مارس ۲۰۰۴ از شبکهٔ ام‌بی‌سی پخش شد و با میانگین ۴۵٫۸٪ بیننده، برترین برنامه در زمان پخش بود که آن را به یکی از پربیننده‌ترین درام‌های تلویزیونی کره تبدیل کرد. جواهری در قصر با بودجه‌ای معادل ۱۵ میلیون دلار تولید شد و بعدها توانست به ۹۱ کشور صادر شده و درآمدی در حدود ۱۰۳٫۴ میلیون دلار کسب کند. از این رو این سریال یکی از نشانه‌های اصلی گسترش موج کره‌ای در دنیا تلقی می‌شود.
این مجموعه با بازی لی یونگ ئه در نقش اصلی، داستان یک آشپز یتیم در آشپزخانه دربار را روایت می‌کند که اولین پزشک زن پادشاه می‌شود. در زمانی که زنان نفوذ کمی در جامعه دارند، او تلاش می‌کند اسرار آشپزی و پزشکی کره‌ای را بیاموزد تا خانواده پادشاه را از بیماری‌های مختلف درمان کند. جواهری در قصر بر اساس داستان واقعی سو یانگوم، اولین پزشک زن خاندان سلطنتی سلسله چوسان است. این مجموعه، پشتکار یانگوم و فرهنگ سنتی کره، از جمله غذاهای دربار کره و طب سنتی را به تصویر می‌کشد.

## داستان
این مجموعهٔ طولانی ۵۴ قسمتی براساس ماجرای واقعی زنی ساخته شده که شاید تنها زنی است که نامش در تاریخ به‌عنوان پزشک خصوصی پادشاه ثبت شده است. ماجرا در زمان دودمان چوسان می‌گذرد زمانی که جامعه مشخصاً سیستم طبقاتی دارد و سنت‌های مردسالارانه بر آن حکم‌فرماست. این دوره از تاریخ هر چند از نظر اقتصادی در وضعیت مساعدی به سر می‌برد اما به دلیل درگیری‌های داخلی بر سر قدرت میان خانوادهٔ سلطنتی و دولت از ثبات سیاسی برخوردار نیست. در میانهٔ این کشمکش و هرج‌ومرج، داستان زندگی دختری نقل می‌شود که نه از طریق داشتن ارتباط با سران قدرت بلکه از طریق بخشندگی و برخورداری از روحیهٔ شکست‌ناپذیر قصد دارد لقب یانگوم بزرگ را از جانب شخص پادشاه دریافت کند.

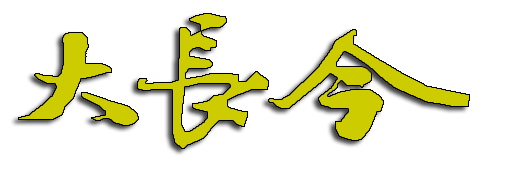
نشان‌وارهٔ مجموعهٔ تلویزیونی به هانجا

والدین یانگوم اصالتاً اهل دربار بوده‌اند. پدرش مأمور پادشاه بود که وظیفهٔ اجرای حکم مرگ ملکه با مسموم کردن را به عهدهٔ وی نهاده بودند. این واقعه چنان وی را تحت تأثیر قرار داد که از پستش استعفا و پایتخت را ترک کرد. مادرش یک بانوی قصر بود که در قصر آشپزی می‌کرد اما متأسفانه شاهد وقوع جرمی از سوی بانوی دیگری در قصر (بانو چوی) شد و آن را گزارش کرد. جنایتکاران برای این‌که از سکوت وی در این مورد مطمئن شوند سعی می‌کنند او را در خارج از قصر به قتل برسانند و بهترین دوست وی را نیز مجبور می‌کنند در این قتل همراهی‌شان کند اما او با استفاده از پادزهری جان دوستش را نجات می‌دهد. مادر یانگوم با کمک همسرش که از شهر فرار کرده بود از مرگ نجات می‌یابد و آنها دوباره همدیگر را پیدا می‌کنند. شاهزاده که مادرش مسموم شده بود به سلطنت می‌رسد و نخستین کارش انتقام گرفتن از کسانی است که در قتل مادرش دست داشتند. در نتیجه دربه‌دری‌های خانوادهٔ یانگوم آغاز شد. مدام در حال حرکت بودند و هویت واقعی‌شان را از مأموران دولتی مخفی نگه می‌داشتند. پس از گذشت چند سال بالاخره پدر و پس از چندی هم مادر یانگوم دستگیر و کشته شدند. یانگوم در آن زمان شش، هفت سال داشت. آخرین آرزوی مادر او این بود که یانگوم در صورت تمایل خودش به قصر برگردد و بزرگ‌ترین سرآشپز قصر شود تا از این طریق به کتاب یادداشت‌های سرآشپز دست پیدا کند و بی‌عدالتی‌های قصر را در آن بنویسد و به نسل‌های آینده منتقل کند.
و این‌گونه سفر یانگوم کوچک و یتیم آغاز می‌شود. یک زوج خوش قلب اما از طبقهٔ نسبتاً پایین جامعه سرپرستی وی را به عهده می‌گیرند.
یانگوم در هشت سالگی وارد قصر می‌شود تا در بخش آشپزی قصر کار کند. در آن‌جا دوستان و همچنین رقبایی پیدا می‌کند. وی با چوی گوم جوان که عضو خانوادهٔ چوی است هم دوست می‌شود. چوی گوم که از کودکی تعلیم علم و دانش دیده در آشپزی بسیار ماهر است و قابلیت این را دارد که به بزرگ‌ترین سرآشپز تبدیل شود. خانواده چوی از قدرت زیادی در قصر برخوردار است و طی پنج نسل گذشته سرآشپزان بزرگی را در خود پرورش داده است. با همین پیش زمینه است که چوی گوم جوان چنین مسوولیتی را می‌پذیرد و با کودکی‌اش وداع می‌کند. بانوان دربار همچون زنان پادشاه هستند و نمی‌توانند بی‌اجازه ازدواج کنند.

کنجکاوی‌ها و پافشاری‌های یانگوم برایش دردسر درست می‌کند و باعث می‌شود مدام با بالادستی‌هایش درگیر باشد. یانگوم از سر اتفاق شاگرد بانو هن (بهترین دوست مادرش) می‌شود اما هیچ‌کدام از این ارتباط خبر ندارند. هر چند هن از یانگوم خوشش می‌آید اما وقتی یانگوم از او می‌پرسد چطور می‌تواند بزرگ‌ترین سرآشپز باشد رابطه‌شان سرد می‌شود. قتل مادر یانگوم، بانو هن را نسبت به کسانی که جاه‌طلبند بدبین کرده است. او در فهم خواسته یانگوم دچار سوءتفاهم شده و از این پس با او به سردی برخورد می‌کند. یانگوم طی سال‌ها کار در دربار و با خلاقیتی که دارد به یکی از بهترین آشپزان آن‌جا تبدیل می‌شود. در این مدت اتفاقاتی رخ می‌دهد که یانگوم و هن را به رقبای سرسخت بانو چوی و گیومیونگ در آشپزخانه تبدیل می‌کند. 

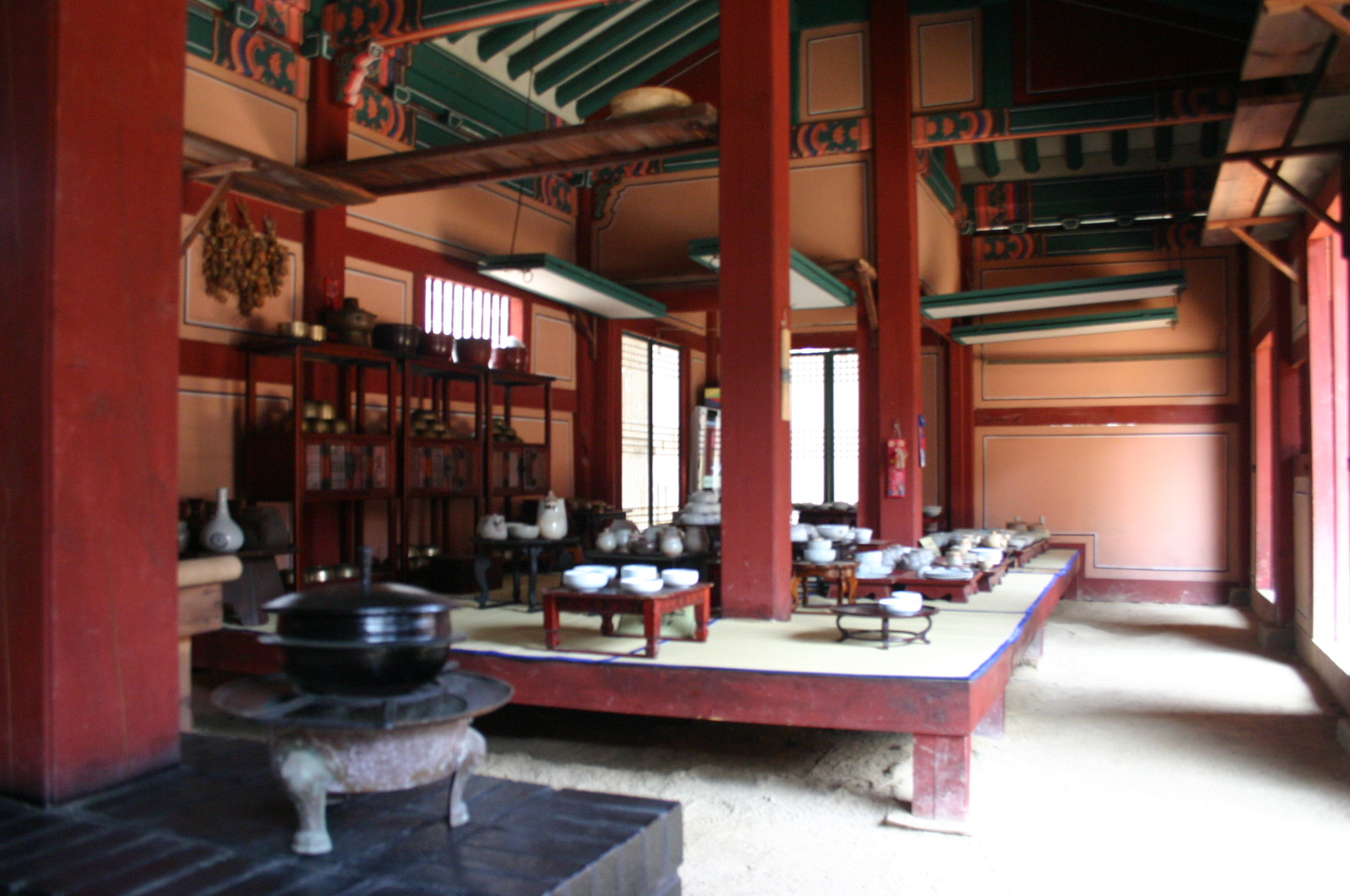
لوکیشن فیلم‌برداری در آشپزخانه سلطنتی

یانگوم و هن به درجات بالا می‌رسند و هن بانوی اول دربار می‌شود. اما هیچ‌یک از این موفقیت‌ها او را به اندازه وقتی که به ارتباط نزدیکش با یانگوم پی می‌برد، خوشحال نمی‌کند. وی پس از سال‌ها افسوس و اندوه برای مادر یانگوم می‌فهمد که بهترین دوستش در تمام این سال‌ها دخترش را در کنار او قرار داده است. یانگوم و بانو هن خیلی زود متوجه می‌شوند که طایفه چوی عامل قتل پدر و مادر یانگوم بوده‌اند. متأسفانه بانو چوی و گیومیونگ نیز می‌فهمند و به ارتباط میان خودشان پی می‌برند و سعی دارند برای خلاصی از گذشته و پوشاندن قتل غیرقانونی یک دختر دربار با هم همراه شوند تا این‌که فرصتی برایشان پیش می‌آید. پادشاه بر اثر خوردن غذایی که یانگوم و هن برایش درست کرده‌اند بیمار می‌شود و این دو به اشتباه به مسموم کردن پادشاه و خیانت بزرگ متهم می‌شوند. با وساطت و کمک افسر مین جانگو از حکم اعدام نجات می‌یابند اما به جزیره‌ای دورافتاده تبعید می‌شوند.
بر اثر ضعف حاصل از شکنجه‌ها بانو هن در راه سفر به جزیره می‌میرد و یانگوم که بسیار اندوهگین است و فکر انتقام گرفتن در سر دارد، چندین بار سعی در فرار دارد. مین جانگو که از عدم کفایت خود و مرگ هن احساس گناه می‌کند به دنبال یانگوم به جزیره می‌رود. مین جانگو، یانگوم را قانع می‌کند که بماند و به دنبال راه‌حلی باشد.
یانگوم که می‌داند فقط به‌عنوان یک پزشک کارآزموده می‌تواند وارد دربار شود تصمیم می‌گیرد که در یک رویداد انتخاب پزشک یار وارد قصر شود. سرانجام با کمک‌های افسر مین، خانواده‌ای که او را به فرزندخواندگی پذیرفته بودند و همچنین دوستان جدیدش دوباره به قصر راه می‌یابد. از این‌جا به بعد به خاطر درگیری‌های قدرت در میان خانواده سلطنتی ماجراها کمی پیچیده می‌شود. یانگوم در افشای حق می‌کوشد، خانواده چوی از هم می‌پاشد و بانو چوی خودکشی می‌کند. سرانجام یانگوم به محرم اسرار پادشاه و پزشک مخصوص وی تبدیل می‌شود. پادشاه مین جانگو را تبعید می‌کند اما پس از مرگ پادشاه، مین و یانگوم با هم ازدواج می‌کنند. آنها نیز مانند پدر و مادر یانگوم زندگی کولی‌واری را در پیش می‌گیرند و هر چند پس از مدتی ملکه از آنها دعوت می‌کند به قصر بیایند آنها تصمیم می‌گیرند از سیاست کناره‌گیری کنند.

## بازیگران وشخصیت‌ها

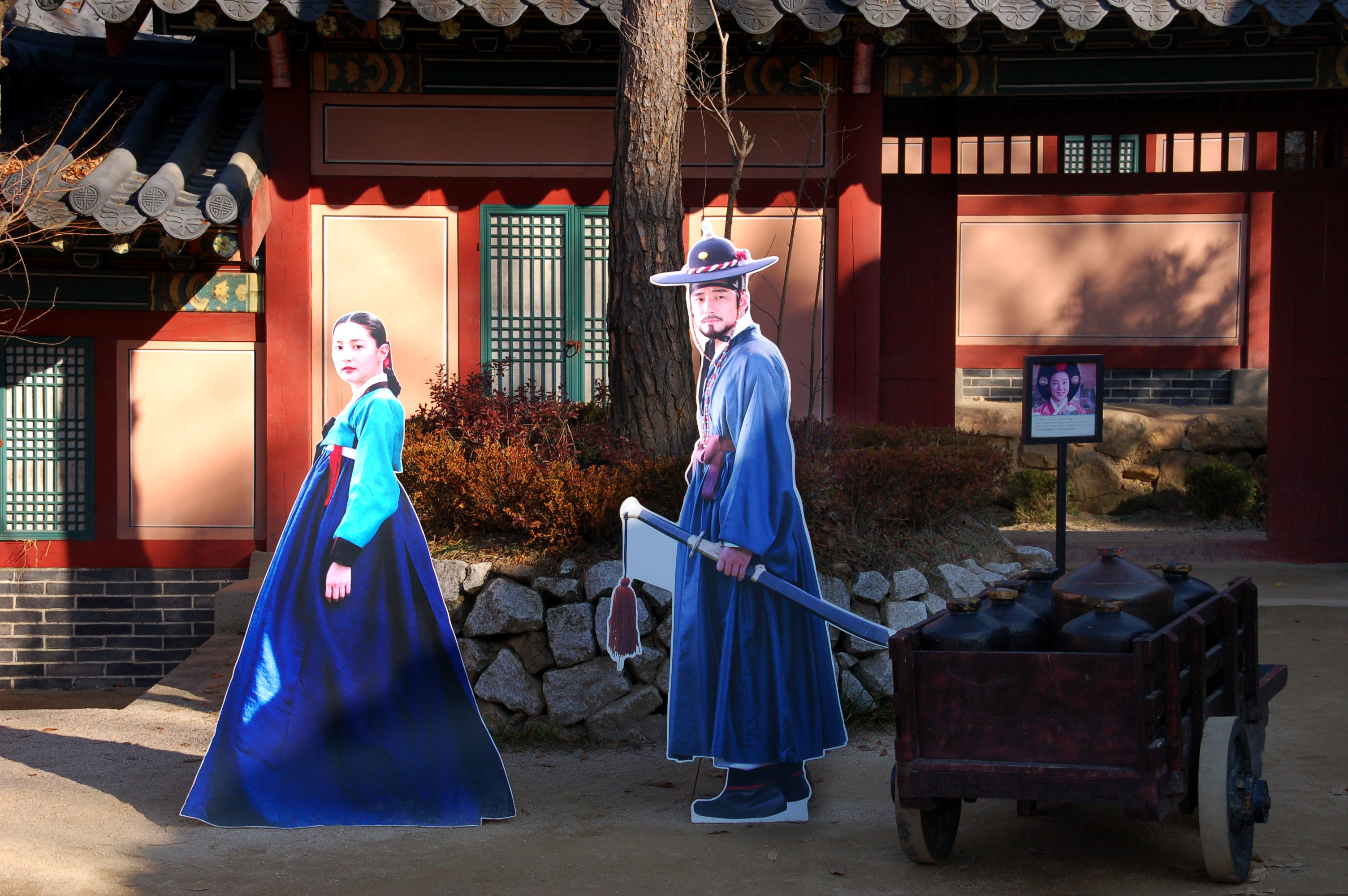
کات‌اوت‌های شخصیت‌های اصلی یانگوم و مین جانگو در صحنه فیلم

### بازیگران اصلی
| بازیگر       | نام کره‌ای | نقش                     |
| ------------ | --------- | ----------------------- |
| لی یونگ ئه   | 이영애    | سو یانگوم               |
| جو جونگ ون   | 이영애    | سو یانگوم               |
| جی جین هی    | 지진희    | افسر مین جانگو          |
| هنگ ری نا    | 홍리나    | چویی گیومیونگ           |
| لی سه یونگ   | 홍리나    | چویی گیومیونگ           |
| ایم هو       | 임호      | امپراتور جونگ‌جونگ       |
| یانگ می‌گیونگ | 양미경    | هن بکیونگ (بانو هن)     |
| کیون می ری   | 견미리    | چویی سونگوم (بانو چویی) |

### دیگر بازیگران
| بازیگر         | نام کره‌ای           | نقش                                          |
| -------------- | ------------------- | -------------------------------------------- |
| پارک چان هوان  | 박찬환              | سو چون-سو (پدر یانگ-گوم)                     |
| کیم هیه سون    | 김혜선              | پارک میونگ-یی (مادر یانگ-گوم)                |
| ایم هیون سیک   | 임현식              | کنگ دا-گو (پدرخوانده یانگ-گوم)               |
| گیوم بورا      | 금보라              | نا جو-داک (همسر کانگ دا-گو)                  |
| پارک اون هه    | 박은혜              | لی یون-سنگ (بعداً لی سوک-وون)                 |
| لی ایپ سه      | 이잎새              | یون یانگ-رو                                  |
| کیم سویی       | 김소이              | مین گوی-یول (بانو مین)                       |
| یئو وون کیه    | 여운계              | یونگ مال-گوم (بانو یونگ)                     |
| پارک جونگ سو   | 박정수              | پارک یونگ-شین (بانو پارک، بانوی سابق منشی‌ها) |
| چویی جا هیه    | 최자혜              | چنگ یی                                       |
| چو کیونگ هوان  | 조경환              | وزیر او گیوم-هو                              |
| لی هی دو       | 이희도              | چویی پان-سول                                 |
| نا سونگ گیون   | 나성균              | یون مک-گی (عموی یانگ-رو)                     |
| لی هیه سانگ    | 이혜상              | جو بنگ                                       |
| شین گوک        | 신국                | مشاور یونگ گون                               |
| جون این تک     | 전인택              | پرشک یونگ یونگ-سو                            |
| منگ سانگ هون   | 맹상훈              | پزشک یونگ وون-بک                             |
| کیم یو جین     | 김여진              | ینگ دوک                                      |
| هان جی مین     | 한지민              | پزشکیار شین بی                               |
| لی سه اون      | 이세은              | پزشکیار پارک یولی                            |
| لی سونگ آ      | 이승아              | پزشکیار یون بی                               |
| پارک ئون سو    | 박은수              | پزشک شین ایک-پیل                             |
| کیم مین هی     | 김민희              | بی سون                                       |
| پارک جونگ سوک  | 박정숙              | ملکه مون‌جونگ (همسر سوم امپراتور)             |
| ئوم یوشین      | 엄유신              | ملکه‌مادر جاسون                               |
| جونگ کی سونگ   | 연산군              | امپراتور یون‌سان                              |
| لی یونگ جین    | 정현왕후            | ملکه جانگ‌گیونگ (همسر دوم امپراتور)           |
| لی جو هی       | 폐비윤씨            | ملکه معزول یون                               |
| هان یونگ سو    | 한영수              | افسر پارک بو-گیوم                            |
| سو بوم شیک     | 서범식              | پیل دو                                       |
| جی سانگ ریول   | 지상렬              | پزشک چو                                      |
| کیم سون یونگ   | 김선영              | سرپرستار قصر                                 |
| کیم دو یون     | 김도연              | پزشکیار قصر سلطنتی                           |
| سون دونگ اون   | 순동운              | پزشک لی هیون-ووک                             |
| کنگ جونگ هوآ   | 강정화              | جو دانگ                                      |
| جون سو یون     | 전수연              | چو بوک                                       |
| بائک هیون سوک  | 백현숙              | این دونگ                                     |
| لی سوک         | 이숙                | بانوی همراه بانوی منشی‌ها                     |
| نو یون         | 노윤                | هانگ                                         |
| کیم یونگ ایم   | 김영임              | سو کوان                                      |
| او هیوپ        | 오협                | سرباز مین جانگ-هو                            |
| هان یونگ سو    | 한영수              | پارک بو-گیوم                                 |
| ایم مون سو     | 임문수              | یو سانگ-چون                                  |
| کیم سو وون     | 김소원              | بانو نو                                      |
| سون یونگ سون   | 손영순              | دایه ملکه                                    |
| کیم سو یئون    | 김수연              | بانو کیم (ندیمه ملکه ملکه‌مادر)               |
| چویی اون سوک   | 최은숙              | عمه بانو چویی                                |
| کیم جونگ‌ها     | 김정하              | بانوی معلم دربار                             |
| چا جو اوک      | 차주옥              | بانوی آشپزخانه قصر ولیعهد                    |
| بیون اون یونگ  | 변은영              | بانوی آشپزخانه قصر ملکه‌مادر                  |
| گو یونگ هوا    | 고용화              | بانوی اتاق دسر                               |
| کیم جین یانگ   | 김진양              | بانوی اتاق دسر                               |
| لی یونگ جا     | 이영자              | بانوی اتاق دسر                               |
| لی یونگ هی     | 증 부부인 고령 신씨 | بانو شین، مادر ملکه معزول یون                |
| هوانگ گوم ریون | 소혜왕후            | ملکه‌مادر بزرگ این‌سو                          |
| جانگ‌ها لین     | 민소연              | مین سو-یان (فرزند یانگ-گوم و مین جانگ-هو)    |

### معرفی شخصیت‌های اصلی

#### سو یانگ-گوم؛ لی یونگ آئه
بانویی باهوش که طبیعتی برونگرا دارد و با این خصلت به‌راحتی با آدم‌های اطرافش کنار می‌آید. او به رغم مشکلات زیادی که در قصر متحمل شده همچنان با اراده به اهداف خود پایبند است و دست از تلاش برنمی‌دارد. با همین اراده محکم است که از ارتکاب به اشتباه هم نمی‌ترسد و خطرهای زیادی را بر خود هموار می‌کند. آنچه شخصیت وی را از دیگر قهرمانان سریال‌های کره‌ای متمایز می‌کند این است که به رغم مهربان و خوش قلب بودن انسان است و به همین دلیل ممکن است از عده‌ای متنفر و حتی نسبت به آنان انتقام جو باشد. انسانی با محاسن و معایب و به عبارت دیگر واقعی و نه انسانی یک بعدی و ساختگی.

#### مین جانگ-هو؛ جی جین هی
مردی تحصیل‌کرده با ضریب هوشی بالا که تحصیلات قابل توجه‌اش را با هنرهای رزمی آمیخته است. او که یک بار توسط یانگوم نجات یافته تحت تأثیر هوش و استعداد یانگوم و میل وافر وی به یادگیری قرار دارد. مین بارها جان خودش را به خاطر یانگوم به خطر می‌اندازد.
او همیشه نگران و مراقب یانگوم است. هر زمان که یانگوم به تکیه‌گاهی نیاز داشته باشد مین در کنار اوست. وقتی یانگوم را به جزیره می‌فرستند مین از سمتش استعفا می‌دهد تا در کنار یانگوم باشد یا حتی پروتکل را نقض می‌کند تا پیش یانگوم در روستای قرنطینه‌شده برود.

#### چویی گیوم-یونگ؛ هنگ ری نا
او دختری پرخاش‌جو، سرشار از جاه‌طلبی و رقیب همیشگی و سرسخت یانگوم است. هر چند عضو طایفه چوی به‌شمار می‌رود شیوه چوی را قبول ندارد و هنوز راه شخصی‌اش را پیدا نکرده به هویتی مستقل نرسیده است. هوش و استعداد و توانایی‌هایش اغلب او را با یانگوم شاخ‌به‌شاخ می‌کند و همیشه هم سعی دارد از یانگوم برتر باشد. اما غرور و طبقه اجتماعی‌اش قضاوت‌های او را تحت تأثیر قرار می‌دهد و همین مسئله او را از رقیبش عقب می‌اندازد؛ بنابراین برایش راحت‌تر است که از یانگوم متنفر باشد هر چند که در نهان استقلال و توانایی‌های او را تحسین می‌کند. اما در پایان زمانی که یانگوم او و طایفه چوی را رسوا می‌سازد غیر مستقیم از یانگوم تشکر می‌کند که آزادی‌اش را به وی برگردانده است. می‌شود گفت این دو در شرایطی دیگر می‌توانستند دوستان خوبی برای هم باشند.

#### هن بک-یونگ؛ یانگ می‌کیونگ
آدم مستعدی در هنر آشپزی که می‌تواند در هر غذا عناصر تشکیل‌دهنده آن را به‌راحتی تشخیص دهد. شخصیتی بسیار جدی و دقیق که هیچ چیز نمی‌تواند مانع رسیدن وی به اهدافش شود. به رغم داشتن طبیعتی لجوج و سرکش، قلبی مهربان دارد که هم‌زمان نقش معلمی سختگیر و مادری مهربان را برای یانگوم ایفا می‌کند.

#### چویی سونگ-گوم؛ کیون می‌ری
اهل خانواده‌ای از طبقه بالای جامعه که از جوانی فوت و فن آشپزی را یادگرفته است. ذاتاً پرافاده و مغرور است و همه چیز را از ورای غرورش می‌بیند. برای رسیدن به اهدافش دست به هر کاری می‌زند و تا به مقصودش نرسد دست بردار نیست. هم در افکار و هم در عمل تیز است و بنابراین همیشه یک پله از یانگوم و هان جلوست. میل شدید وی به قدرت و ارتباطات قوی خانواده‌اش در دربار سرانجام زندگی وی را به تراژدی مبدل کرد..

## دوبله و پخش در ایران
| دوبلور                                                                      | نقش                                            |
| --------------------------------------------------------------------------- | ---------------------------------------------- |
| میثم نیکنام                                                                 | گویندهٔ تیتراژ + یونگ وون + چون سو (پدر یانگوم) |
| مینو غزنوی                                                                  | سو یانگوم                                      |
| منوچهر والی زاده                                                            | افسر مین جونگ هو                               |
| مریم نوری درخشان                                                            | بانو هن + سرپرستار قصر (گی گیونگ)              |
| شراره حضرتی                                                                 | بانو چویی + بانوی نمونگی(بانوشین)              |
| شهروز ملک آرایی                                                             | پانسُل چویی + وزیر لی کوانگ هی                  |
| مریم رادپور                                                                 | ملکه مونجونگ + ملکه عزل شده (یون) در قسمت اول  |
| الیزا اورامی                                                                | بانوی منشی‌ها                                   |
| آزیتا یاراحمدی                                                              | چنگ + کودکی گیومیونگ                           |
| رزیتا یاراحمدی                                                              | یون سنگ                                        |
| مینا شجاع                                                                   | بانو کیم+ مادر ملکه معزول                      |
| اعظم دلبری                                                                  | بانو مین                                       |
| جواد پزشکیان                                                                | وزیر اعظم                                      |
| زهره شکوفنده                                                                | میونگی (مادر یانگوم)                           |
| شهاب عسگری                                                                  | پزشک یونگ وون بک                               |
| پرویز ربیعی                                                                 | پزشک شین ایک پیل                               |
| رضا آفتابی                                                                  | یونگ یونگ سو                                   |
| مرحوم مهدی آرین نژاد                                                        | پزشک چو                                        |
| فرشید منافی                                                                 | پزشک لی هیون ووک + قاضی دربار                  |
| ناصر احمدی                                                                  | داگو                                           |
| زویا خلیل آذر                                                               | عمه بانو چویی                                  |
| دوبلور نخست: فریبا شاهین‌مقدم / دوبلور دوم: زهره شکوفنده                     | گیومیونگ                                       |
| دوبلور نخست: مینا شجاع / دوبلور دوم: معصومه آقاجانی                         | بانو یونگ                                      |
| دوبلور نخست: کامبیز شکوفنده / دوبلور دوم: امیر عطرچی                        | پادشاه چونگ‌جونگ چوسان                          |
| دوبلور نخست: زهرا سوهانی / دوبلور دوم:مریم سیگارودی                         | ملکه مادر                                      |
| دوبلور نخست: ناهید شعشعانی / دوبلور دوم:زویا خلیل آذر                       | همسر داگو                                      |
| دوبلور نخست: سحر اطلسی فر /دوبلور دوم:شیلا آژیر (در یک قسمت:افسانه آریابقا) | یانگرو                                         |
| دوبلور نخست:امیر حکیمی / دوبلور دوم:شهاب عسگری/ دوبلور سوم:فرشید منافی      | پارک بوگیوم                                    |
| دوبلور نخست:زهرا سوهانی /دوبلور دوم:آیدا بندری                              | بانوی همراه بانوی منشی‌ها                       |
| کامبیز شکوفنده                                                              | پادشاهیئونسانگون چوسان                         |
| فرانک رفیعی طاری                                                            | شین بی                                         |
| مهناز آبادیان                                                               | یولی                                           |
| شایسته تاجبخش                                                               | ینگ دوک                                        |
| ناهید امیریان شمس‌آبادی                                                      | کودکی یانگوم                                   |
| مژگان عظیمی                                                                 | کودکی یانگرو                                   |
| نسیم رضا خانی                                                               | کودکی یون سنگ                                  |
| سحر اطلسی فر                                                                | پزشکیار یونبی                                  |
| افسانه آریابقا                                                              | پزشکیار جودانگ                                 |
| شیلا آژیر                                                                   | پزشکیار چوبوک + جوبنگ                          |
| امیر حکیمی                                                                  | کاردار مینگ + دزد دریایی جزیره جیجو            |
| مجید صیادی                                                                  | عموی یانگرو                                    |
| پانته آ رهنمون                                                              | سانگ ایم (پسر داگو)                            |

## موسیقی متن
موسیقی متن جواهری در قصر سری آهنگ‌هایی هستند که به عنوان موسیقی متن در سریال جواهری در قصر استفاده شدند.
1. 고원 (高原)
2. 창룡 (蒼龍)[۶]
3. 하망연 (何茫然) Hamangyeon - feat. Safina
4. 오나라 II
5. 0815 (空八一五)
6. 연밥
7. 덕구
8. Hamangyeon feat. Safina
9. APNA
10. 다솜
11. 비 (悲)
12. 단가 (短歌)
13. 연도 (烟濤)
14. 오나라 I
15. The Legend Becomes History
16. 자야오가 (子夜吳歌) Techno Ver.
17. 하망연 (何茫然) Hamangyeon-Instrumental

### تیتراژ پایانی
اونارا (هانگول:오나라 ; هانجا: 思念; تلفظ: Onārā) آهنگ تیتراژ پایانی این مجموعه با آهنگسازی ایم سه هیون است. شعر این آهنگ در سبک پانسوری (هانجا:판소리 ; تلفظ: Panso-ri) که سبکی است که از دورهٔ جوسان ظهور کرده، سروده شده است. درونمایهٔ شعر، دختری را به تصویر می‌کشد که مشتاق مردی است اما نمی‌تواند با او باشد. این دختر با آرزوی بودن با آن مرد به زندگی ادامه می‌دهد. این شعر توسط سه دختر کره‌ای به نام‌های کیم جی هیون(김지현)، بک بو هیون(백보현) و کیم سول کی (김슬기) که دانش آموز ابتدایی بوده و در حال یادگیری موسیقی سنتی کره بودند، خوانده شد. نسخهٔ دیگر آن که دارای ریتم غمگین و آرام است توسط لی دونگ هوی (이동희) که یک خوانندهٔ سنتی است بازخوانی شد. این آهنگ به علت پخش سریال در دیگر کشورها دارای نسخه‌های دیگری است که همان ریتم را دارند ولی نام آهنگ و شعر آن متفاوت است. این ترانه چهاردهمین آهنگ در موسیقی متن سریال محسوب می‌شود.

## پخش جهانی
جواهری در قصر در بسیاری از کشورهای جهان پخش شده است؛ از جمله: افغانستان، ایران، تایوان، هنگ کنگ، مالزی، سنگاپور، فیلیپین، چین، تایلند، ژاپن، استرالیا، آمریکا، روسیه، رومانی و کانادا.

## تأثیر فرهنگی
رو مو هیون، رئیس‌جمهور کره جنوبی در دیدار سال ۲۰۰۷ خود با کیم جونگ ایل همتای شمالی خود نسخه دی‌وی‌دی این مجموعه را به او هدیه کرد.

## دنباله
در سپتامبر ۲۰۱۲، ام‌بی‌سی برنامه‌های خود را برای تولید دنباله‌ای به نام یانگوم ۲ اعلام کرد.در سال ۲۰۱۳، رئیس ام‌بی‌سی از تولید این مجموعه در نیمه اول سال ۲۰۱۵ خبر داد.
در مارس ۲۰۱۴ نویسنده مجموعه، کیم یونگ هیون علاقه‌مندی لی یونگ ئه به تکرار نقش خود را اعلام می‌کند، و در طرح داستانش آورده است: همسر یانگوم کشته و دختر کوچکش ربوده شده و به چین فرستاده می‌شود. وقتی او می‌فهمد دخترش در چین است، به آنجا سفر می‌کند، ولی هرگز دخترش را پیدا نمی‌کند. او به کشورش بر می‌گردد و بنابر اتفاقاتی، دختر رقیب خود در سری اول را به فرزندی گرفته و سعی می‌کند تا او را همچون خودش تربیت کند.